# Route nationale 667
Pour les articles homonymes, voir Route 667.
La route nationale 667 ou RN 667 était une route nationale française reliant Miramont-de-Guyenne à Sainte-Livrade-sur-Lot. À la suite de la réforme de 1972, elle a été déclassée en RD 667.

## Ancien tracé de Miramont-de-Guyenne à Sainte-Livrade-sur-Lot (D 667)
- Miramont-de-Guyenne
- Armillac
- Tombebœuf
- Saint-Étienne-de-Fougères
- Sainte-Livrade-sur-Lot